# Honey’s Dead
Honey’s Dead — четвёртый студийный альбом шотландской рок-группы The Jesus and Mary Chain, изданный в 1992 году.

## Об альбоме
Название Honey’s Dead восходит к одной из ранних песен группы «Just Like Honey» и демонстрирует полных отход от прежнего звучания. В записи Honey’s Dead принял участие ударник Стив Монти, тогда как на двух предыдущих альбомах группы ударные партии записывались при помощи драм-машин. Альбом был номинирован на Mercury Prize во время первого награждения в 1992 году, но приз был отдан Primal Scream во главе с бывшим участником The Jesus and Mary Chain Бобби Гиллеспи за альбом Screamadelica. Коллектив также принял участие в одном из первых фестивалей Lollapalooza, наряду с Red Hot Chili Peppers, Soundgarden, Pearl Jam и другими исполнителями. Шестая песня на Honey’s Dead — «Tumbledown» содержит 18-секундный семпл песни «Tanz Debil» группы Einstürzende Neubauten, его можно услышать начиная с 1:25.

## Список композиций
Слова и музыка всех песен — Джима Рейда и Уильяма Рейда.
| №   | Название             | Длительность |
| --- | -------------------- | ------------ |
| 1.  | «Reverence»          | 3:40         |
| 2.  | «Teenage Lust»       | 3:05         |
| 3.  | «Far Gone and Out»   | 2:49         |
| 4.  | «Almost Gold»        | 3:17         |
| 5.  | «Sugar Ray»          | 4:37         |
| 6.  | «Tumbledown»         | 4:10         |
| 7.  | «Catchfire»          | 4:47         |
| 8.  | «Good for My Soul»   | 3:01         |
| 9.  | «Rollercoaster»      | 3:46         |
| 10. | «I Can't Get Enough» | 2:57         |
| 11. | «Sundown»            | 4:58         |
| 12. | «Frequency»          | 1:58         |

## Участники записи
- Джим Рейд — вокал, гитара
- Уильям Рейд — вокал, гитара
- Стив Монти — барабаны, перкуссия